# E loro dicono/Il matusa
E loro dicono/Il matusa è il secondo singolo del gruppo musicale italiano I Frenetici, ed il primo di e con Drupi in qualità di cantante e chitarrista, pubblicato dall'etichetta discografica Tiffany nel 1967.

## Storia del disco
Le due canzoni vennero incise nel 1967. In origine E loro dicono doveva essere proposta per partecipare al Festival di Sanremo 1968 ma in seguito la Tiffany, per motivi imprecisati, cambiò i programmi ed il disco venne pubblicato nel 1967.
I Frenetici presentarono la canzone E loro dicono l'anno successivo durante le esibizioni dell'Oscar della Canzone, classificandosi al terzo posto dietro I Corvi ed I Balordi.